# Josef Šimek (pedagog)
Josef Šimek, (8. března 1855 Litomyšl – 22. prosince 1943 Praha) byl český pedagog, geograf a historik.

## Život
Josef Šimek se narodil v Litomyšli čp. 138, jako syn obchodníka Josefa Šimka (1826–1872) a matky Františky, rozené Zamastilové z Vysokého Mýta. Byl třetím ze čtyř dětí. Měl i hudební nadání a rozhodoval se, nemá-li studovat na konzervatoři. Vystudoval na vídeňské univerzitě dějepis, zeměpis a další předměty. V letech 1878–1884 byl suplujícím profesorem litomyšlského gymnázia; zde se seznámil s Terezou Novákovou a spřátelil se s Aloisem Jiráskem, který byl v Litomyšli profesorem v letech 1874–1888. V roce 1884 se Josef Šimek stal profesorem učitelského ústavu v Kutné Hoře, kde setrval do roku 1894. Byl ředitelem učitelského ústavu v Soběslavi (1894–1898) a do Kutné Hory se navrátil jako ředitel (1898–1909).
Od srpna 1909 do února 1926 byl Josef Šimek ředitelem učitelského ústavu v Praze. V roce 1911 ho císař jmenoval vládním radou.
Dne 10. listopadu 1884 se v Litomyšli oženil. S manželkou Evženií (rozenou Zemanovou, dcerou nadlesního v Litomyšli) měl tři děti: Evženii, Adletu a Josefa. Syn Josef (1888–1974), byl právník a prvorepublikový ministerský rada Ministerstva školství a osvěty.
Zemřel v Praze.

## Dílo
Josef Šimek věnoval pozornost oběma disciplínám, které na univerzitě vystudoval – historii a geografii.

### Historické práce
- O stezce trstenické, 1884
- Kutná hora v XV. a XVI. století (vydal Karel Šolc, Kutná Hora, 1907; znovu vydáno 2014, Kuttna, Kutná Hora)
- Poměry náboženské a arciděkanové v Kutné Hoře za Maxmiliana II. a Rudolfa II. do r. 1622 (vydala Městská rada, Kutná Hora, 1908)
- Kutná hora za války šmalklandské (nákladem vlastním, Praha, 1911 a 1919)

### Geografické práce
- Učebnice zeměpisu pro ústavy učitelské (třídílná učebnice, autoři: Josef Šimek a Dr. Antonín Tille, vydával Kober, Praha, 1902–1907)
- Pomocné mapky k dílu Aloise Jiráska (bitva u Malešova, Roháčův Sion)[14]
- Mapy českých zemí a plány měst pro Branišův Školní atlas pro gymnázia a reálky[15][p 2][p 3]

### Jiné
- O kursech pro školy měštanské (nákladem vlastním, 1919)
- Moje paměti a vzpomínky (Český čtenář, Praha, 1927)

## Zajímavost
O přátelství s Aloisem Jiráskem zveřejnil Josef Šimek několik vzpomínek:
- Jak jsme slavili Jiráskovy ohlášky (Východ, Pardubice, 20. 8. 1921)[17]
- Moje paměti a vzpomínky, dil II. (Český čtenář, Praha, 1927)
- Moje dopisy od Aloise Jiráska z posledních let života (Od Trstenické stezky, roč. 10, 1930–1, číslo 2–3)
- Jirásek a litomyšlská vlastivěda (Litomyšl, 1924)